# Monumento nacional Organ Pipe Cactus
Monumento Nacional Organ Pipe Cactus es un monumento nacional de los Estados Unidos y la UNESCO, reserva de la biosfera ubicada en el extremo sur de Arizona, que comparte una frontera con el estado de Sonora mexicano. El parque es el único lugar en los Estados Unidos, donde Stenocereus thurberi crece en forma silvestre. Junto con otros muchos otros tipos de cactus, así como otras especies de flora del desierto, nativas del desierto de Yuma, sección del desierto de Sonora que crecen aquí. El parque es un hermoso lugar del suroeste de Estados Unidos. El Monumento Nacional Organ Pipe Cactus tiene 517 millas cuadradas (1.338 kilómetros cuadrados) de tamaño. En 1976 el monumento fue declarado Reserva de la Biosfera por la UNESCO, y en 1977 fue declarado el 95% de Organ Pipe Cactus un área silvestre.
Los terrenos del Monumento fue donado por la legislatura estatal de Arizona por el gobierno federal durante la Ley Seca sabiendo que el camino norte-sur se podría mejorar y hacer el alcohol de contrabando más fácil de importar desde México.  En 1937  se abrió oficialmente como monumento nacional.
En la entrada norte del parque es la ciudad de Why (Arizona); la ciudad de Lukeville, Arizona, se ubica en la frontera sur del parque. Lukeville es un punto de paso de frontera de Sonoyta, Sonora, México.
El 9 de agosto de 2002, el guardabosques Kris Eggle fue asesinado a tiros por un presunto narcotraficante mexicano durante una operación de la Patrulla Fronteriza de los Estados Unidos. El centro de visitantes ha sido nombrado en su honor.

## Galería de imágenes

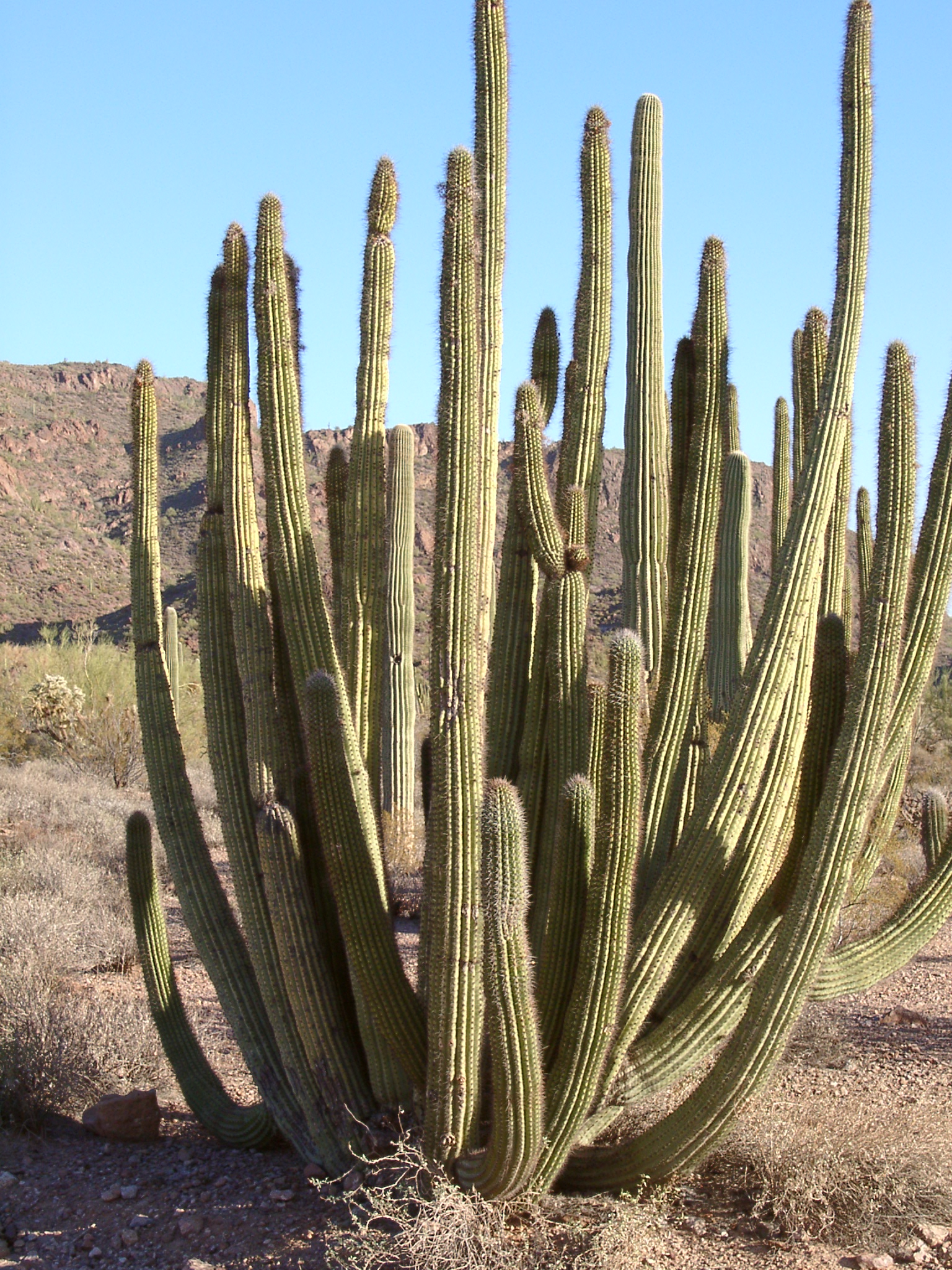
Cactus en el Monumento
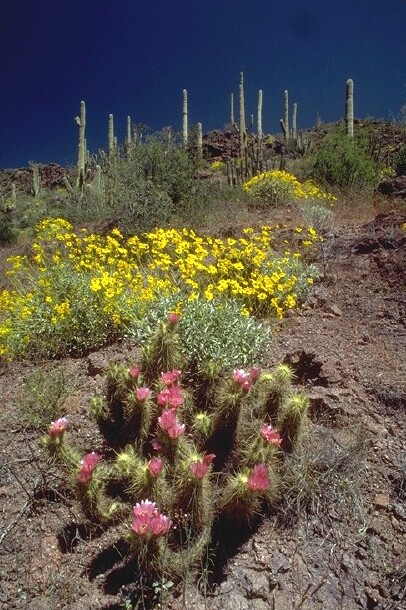
Echinocereus y Encelia farinosa floreciendo en el parque
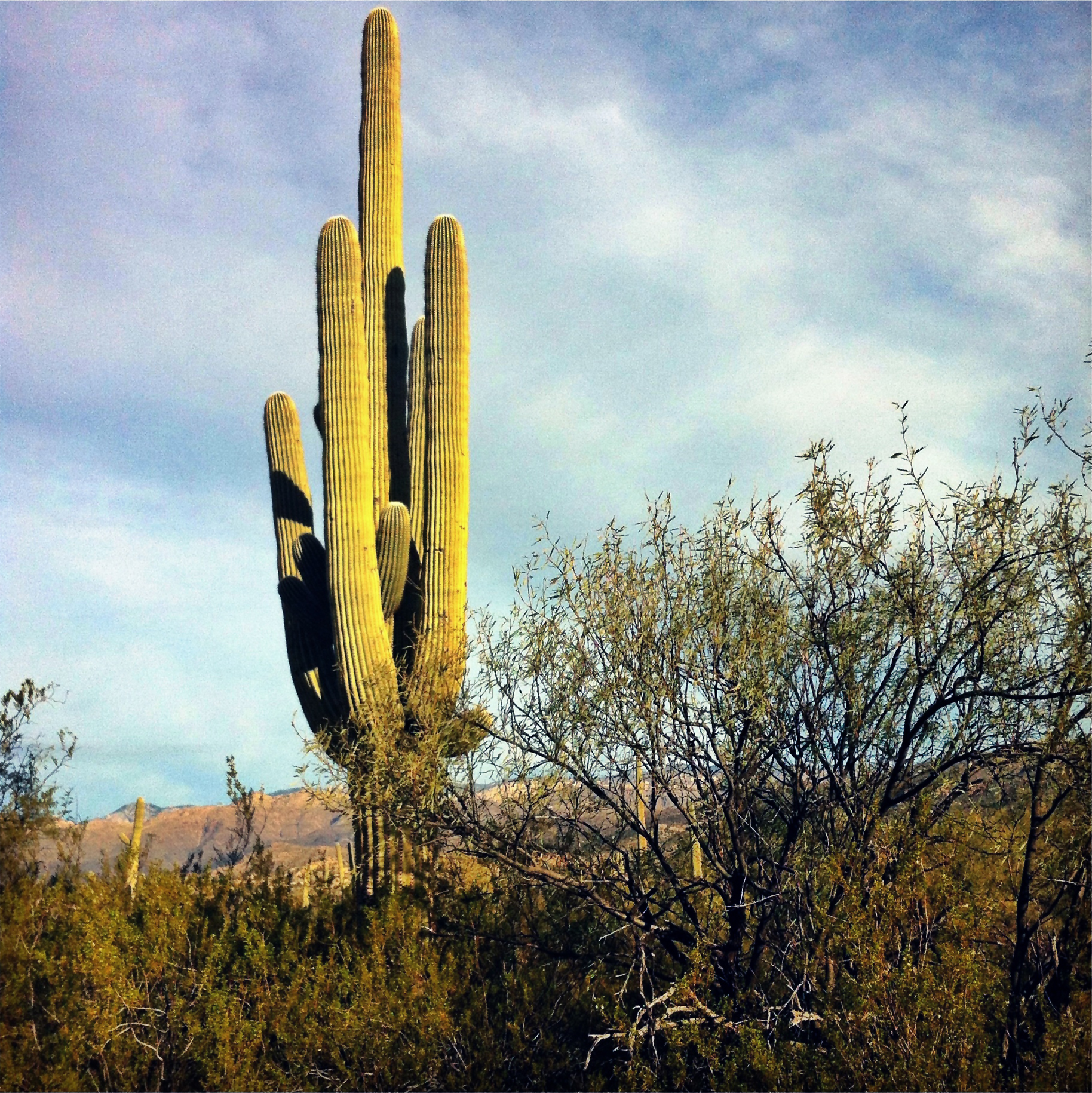
El Monumento es el hogar del cactus Carnegiea gigantea
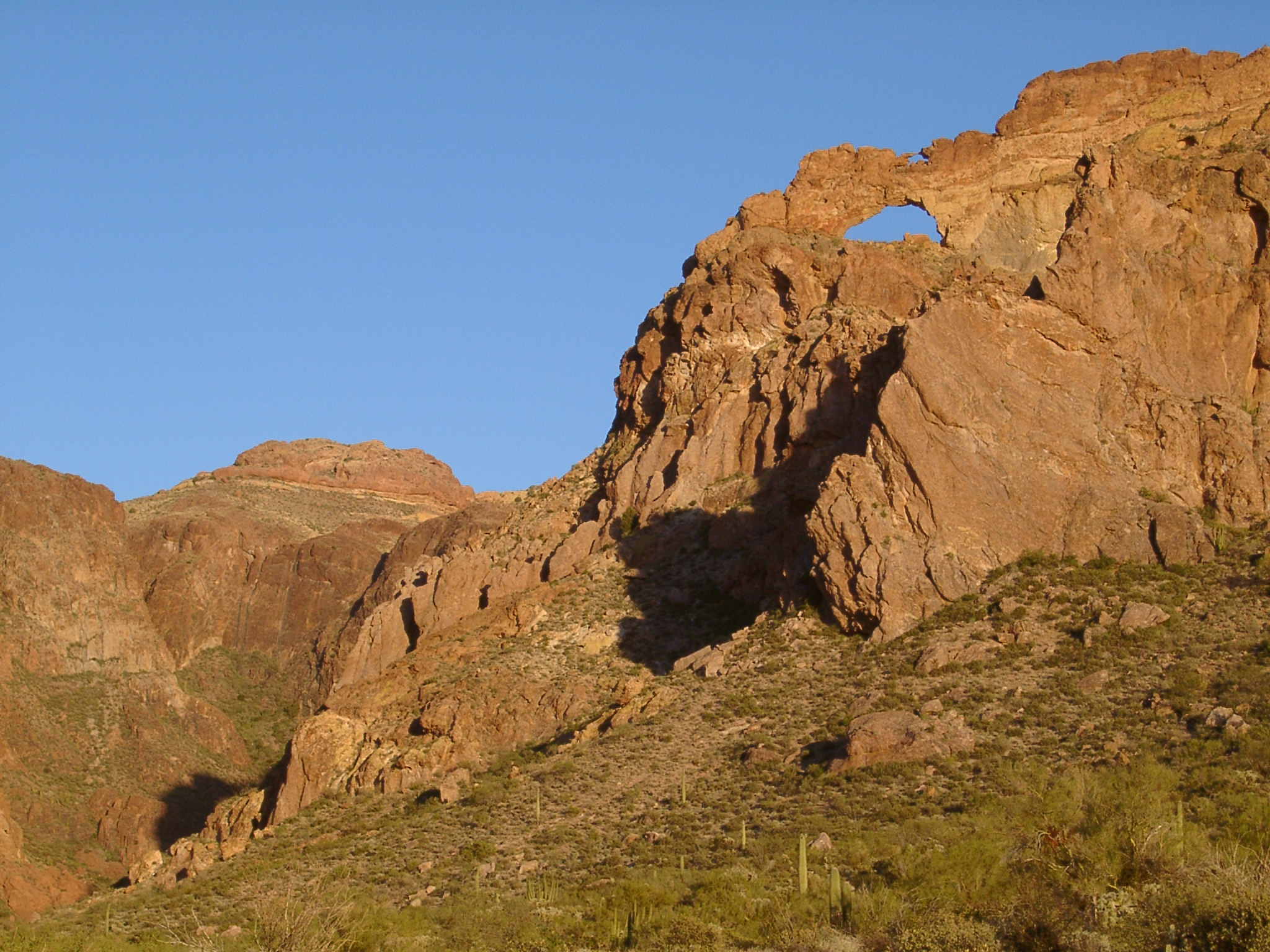
El monumento también tiene un par de arcos naturales